# Middelburg
Middelburg  è una municipalità dei Paesi Bassi di 48 544 abitanti (2019) situata nella provincia della Zelanda.

## Storia
Fu sede di una delle sei 'Camere' (in olandese Kamers), della Compagnia Olandese delle Indie Orientali (Vereenigde Oostindische Compagnie o VOC), insieme ad Amsterdam, Delft, Rotterdam, Enkhuizen e Hoorn nella provincia d'Olanda.
Nel XVI secolo fu una sede vescovile cattolica.

## Monumenti e luoghi d'interesse
- Abbazia di Nostra Signora, è un complesso gotico realizzato a partire dall'XI secolo.
- Lo Stadhuis. Il Palazzo comunale è un notevole esempio dell'Architettura gotica civile secondo lo stile gotico brabantino; ritenuto il più bel municipio dei Paesi Bassi[1]. Venne costruito fra il 1452 e il 1520 da diverse generazioni della celebre famiglia fiamminga di architetti Keldermans.
- La Oostkerk (in olandese Chiesa orientale): è una chiesa protestante.
- La torre dell'abbazia conosciuta come Lange Jan.

## Cultura

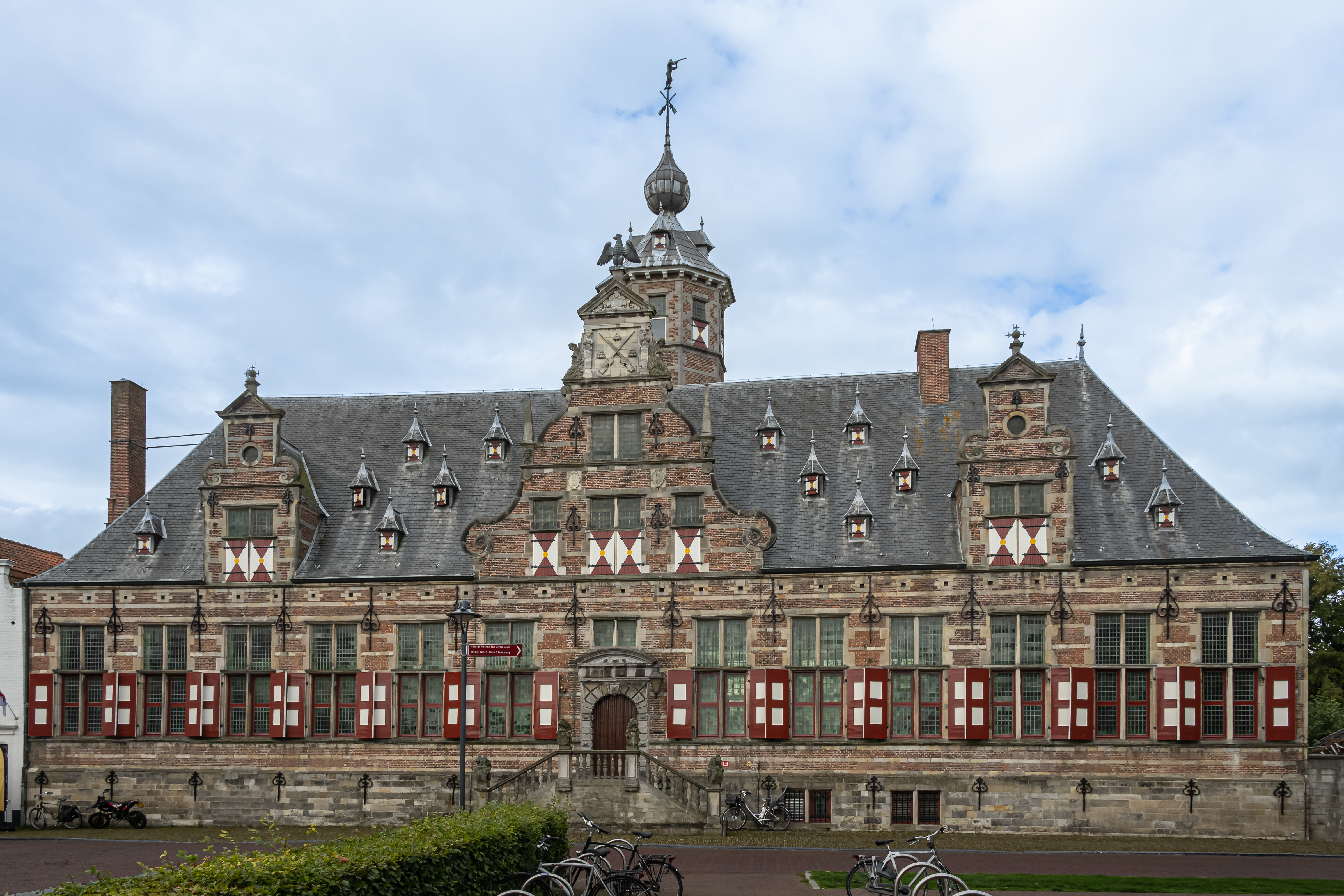
Kloveniersdoelen

### Musei e centri d'arte
- Zeeuws Museum
- SBKM De Vleeshal
- Zeeuws Archief
- Zeeuwse Bibliotheek
- Centrum Beeldende Kunst

### Teatri, cinema e auditorium
- Schouwburg
- Concertzaal Zeeland
- Spiegeltheater
- Minitheater
- Filmtheater Schuttershof

## Geografia antropica

### Quartieri
Middelburg è suddivisa in tredici distretti:
- Klarenbeek (Middelburg)
- Veersche Poort
- Magistraatwijk
- Veldzigt
- Reijershove
- Dauwendaele
- Mortiere
- 't Zand/Breewijk
- Stromenwijk
- Binnenstad van Middelburg
- Nieuw Middelburg
- Griffioen

## Amministrazione

### Gemellaggi
- Vilvoorde
- Nagasaki
- Głogów
- Simeria
- Teiuș
- Folkestone

## Sport
È stata la sede dell'arrivo della 3ª tappa del Giro d'Italia 2010, partita da Amsterdam, vinta del belga Wouter Weylandt.